# Abel Seyler

Abel Seyler

Abel Seyler (ur. 23 sierpnia 1730 w Liestal, zm. 25 kwietnia 1800 w Rellingen) był szwajcarskim dyrektorem teatru, uważanym za „czołowego mecenasa teatru niemieckiego” oraz „głównego agenta zmian na scenie niemieckiej opery” pod koniec XVIII wieku. Odegrał kluczową rolę w rozwoju teatru i opery niemieckiej, wprowadzając Szekspira do niemieckiej publiczności, promując teatr narodowy oraz wspierając eksperymentalne produkcje. Opisywany jako „jeden z najbardziej zasłużonych ludzi niemieckiej sztuki”, Seyler pomógł uczynić Hamburg ośrodkiem teatralnych innowacji i był orędownikiem publicznie finansowanego teatru w Niemczech.
Początkowo zajmował się bankowością handlową, lecz po upadku jego firmy w wyniku kryzysu bankowego w Amsterdamie w 1763 roku, zwrócił się ku teatrowi. Od 1767 roku prowadził Hamburski Teatr Narodowy, zatrudniając Lessinga jako pierwszego dramaturga, a później założył Seyler Theatre Company, uznaną za „najlepszą trupę teatralną w Niemczech” w swoim czasie. Jego zespół odegrał kluczową rolę we wczesnym klasycyzmie weimarskim, wystawiając wpływowe dzieła, takie jak Sturm und Drang Klingera oraz Alceste Schweitzera, uznawaną za „pierwszą poważną niemiecką operę”.
Działania Seylera zmieniły niemiecką scenę teatralną, koncentrując się na artystycznym i administracyjnym przywództwie, co wyróżniało go w epoce, gdy teatr zyskiwał na profesjonalnym prestiżu.